# رومانو داتزلینو
رومانو داتزلینو (به ایتالیایی: Romano d'Ezzelino) یک کومونه در ایتالیا است که در استان ویچنزا واقع شده‌است. رومانو داتزلینو ۲۱ کیلومتر مربع مساحت و ۱۴٬۶۲۱ نفر جمعیت دارد و ۱۳۲ متر بالاتر از سطح دریا واقع شده‌است.